# Балеарес (тежък крайцер, 1932)
Балеарес (на испански: Baleares) e тежък крайцер на Испанския флот от типа „Канариас“. Построен в корабостроителницата във Ферол, спуснат на вода през 1932 г. Потопен в боя при нос Палос от разрушители на републиканския флот.

## История на службата
През 1936 г. крайцерът е превзет от франкистите в залива на Ферол. Към този момент на кораба все още не е поставена четвъртата кула на главния калибър и крайцерът е въведен в строй без нея. Оръдията са поставени едва през юни 1937 г.
На 12 юли 1937 г. крайцерът се сблъсква с републикански конвой от два войскови транспорта и шест разрушителя близо до Валенсия, след кратка престрелка разрушителите са принудени да отстъпят.
На 7 септември 1937 г. в боя при нос Шершел крайцерът среща републикански конвой, включващ два леки крайцера (Libertad и Méndez Núñez) и седем разрушителя. Конвоят се разпада, а леките крайцери атакуват Baleares. Крайцерът получава няколко попадения, в т.ч. в артилерийския погреб за 120-мм оръдия. Взривът на боеприпасите е избегнат благодарение на действията на екипажа. Републиканците удържат тактическа победа, но конвоят не е съхранен. Два транспорта засядат на плитчина при крайбрежието на Алжир, един потъва, а вторият е интерниран от френските власти. Самият крайцер през следващите 2 месеца се намира в ремонт.
През март 1938 г. Baleares, съвместно със систершипа Canarias и крайцера Almirante Cervera, атакува ескадра на републиканците в състав два леки крайцера и пет разрушителя при нос Палос. На 6 март в 0:40 корабите на франкистите са открити от разрушителя Sánchez Barcáiztegui, който изстрелва две торпеда, без да попадне в целта. Двете ескадри се отдалечават, опитвайки се да излязат от боя, но в 02:14 в резултат на маневриранията отново се сближават. Започналия артилерийски дуел не носи успех на нито една от страните. Разрушителите на републиканците също изстрелват торпеда, две от които попадат в Baleares между първата и втората кули на главния калибър, което води до взрив на боезапаса и гибел на голямо число хора от личния състав, в т.ч. всички офицери на мостика. Започва силен пожар. Двата други крайцера изменят курса си, за да избегнат стълкновение със загиващия кораб и излизат от боя, а според заявлението на републиканската страна – бягат. При това франкистите не се занимават със спасяването на членовете на екипажа на своя загиващ флагман.
Част от оцелелите членове на екипажа е спасена от британските разрушители Boreas (HMS Boreas (H77)) и Kempenfelt (HMS Kempenfelt (I18)). По време на спасителната операция Boreas получава повреди от бомби на авиацията на републиканците, опитваща се довърши потъващият кораб. Всичко са спасени 469 души, загиват 788, включително командира на дивизията крайцери, адмирал Мануел де Виерна.

## Памет
В памет на загиналите моряци е поставен монумент в Палма де Майорка. Също паметници има в пристанището и на гробището на град Ондароа в Страната на Баските, откъдето е набрана по-голямата част от екипажа на крайцера.